# Reggenza di Toraja Settentrionale
La reggenza di Toraja Settentrionale (in indonesiano: Kabupaten Toraja Utara) è una reggenza dell'Indonesia, situata nella provincia di Sulawesi Meridionale.